# Abricots (Haïti)
Pour l’article homonyme, voir Abricot (homonymie).
Abricots (Abriko en créole haïtien) est une commune d'Haïti, située dans le département de Grand'Anse, arrondissement de Jérémie.

## Géographie
La commune est située à une dizaine de kilomètres de celle de Jérémie.
Abricots est située à l’extrême pointe de la péninsule de Tiburon. La commune des Abricots est bornée au nord et au nord-ouest par la mer des Caraïbes, à l’est par la commune de Trou-Bonbon, au sud-est par celle de Moron, au sud par celle de Chambellan et à l’ouest par celle de Dame-Marie.

## Démographie
La commune est peuplée de 37 675 habitants(recensement par estimation de 2015).

## Histoire
Les berges de la rivière des Abricots et le plateau de Lonmon la surplombant étaient couverts d’une forêt d’abricotiers et les premiers pirates français installés là dès la seconde moitié du XVIIe siècle nommèrent leur établissement du nom d'Abricots. Pendant un siècle, la commune dépendait de la paroisse de Dame-Marie jusqu’en 1789 où elle devint à son tour une paroisse.

## Administration
La commune est composée des sections communales de :
- Anse-du-Clerc
- Balisiers
- Danglise
- La Seringue

L'écrivain Jean-Claude Fignolé est le maire de la commune des Abricots de 2007 à 2017.

## Économie
L'économie locale repose sur la culture du cacao, du café, de la canne à sucre et de la récolte du miel dans les ruches par les apiculteurs.